# Jama (canton)
Pour les articles homonymes, voir Jama.
Jama est un canton d'Équateur situé dans la province de Manabí.
Sn chef-lieu est la ville de Jama.